# Serie A2 2014-2015 (calcio a 5)
Il campionato di Serie A2 2014-2015 è stata la 16ª edizione della categoria. La stagione regolare si è svolta tra il 27 settembre 2014 e l'11 aprile 2015, prolungandosi fino a maggio con la disputa delle partite di spareggio. Pur mantenendo invariato il numero di promozioni e retrocessioni dirette, rispetto all'edizione precedente sono cambiati i meccanismi dei play-off (che prevedono 2 promozioni) e dei play-out (che prevedono una sola retrocessione complessiva).

## Partecipanti
I due gironi, anche quest'anno composti da 13 squadre ciascuno, lamentano le defezioni di alcune delle società aventi diritto; nel girone A la Marca non ha presentato domanda di iscrizione, mettendo la parola fine alla sua gloriosa storia; la domanda di iscrizione della Reggiana è stata bocciata dalla CoViSoD, mentre la Tridentina ha rinunciato alla categoria, ripartendo dai campionati regionali. Nel girone B mancano il Fabrizio che è stato ripescato in Serie A, l'Aesernia che, fallito il progetto di fusione con i concittadini dell'Isernia, ha cessato l'attività sportiva, infine la Fuente Lucera che in assenza di sponsor ha dovuto rinunciare alla categoria, iscrivendosi al campionato regionale di serie C1. A completamento dell'organico sono state ripescate RomaTorrino e Toniolo Milano, retrocesse nell'edizione precedente dopo aver perso i play-out, mentre il Catanzaro Stefano Gallo e la Partenope provengono dalla Serie B. In occasione della prima partita casalinga contro l'Orte, la società meneghina ha presentato le nuove divise bianco-rosse. La sostituzione del ventennale azulgrana con i colori cittadini è il preludio del cambio di denominazione in "Milano Calcio a 5" per rappresentare l'intera città. Il bordato verde inserito nello stemma si riallaccia alle divise del Milano che negli anni '90 contese alle formazioni romane lo scudetto. La regione più rappresentata nella corrente edizione è il Lazio con quattro società iscritte (sebbene l'Orte afferisca al Comitato Regionale dell'Umbria), seguito da Calabria, Sicilia e Veneto con tre società ciascuna. Anche in Basilicata (Libertas Eraclea e Policoro), Lombardia (Lecco e Milano) e Piemonte (CLD Carmagnola e Libertas Astense) si giocheranno dei derby mentre Abruzzo, Campania, Emilia-Romagna, Marche, Puglia, Sardegna e Valle d'Aosta sono rappresentate da una sola società. Sono otto le società all'esordio nella categoria: Dosson e Libertas Astense nel girone A; Atletico Belvedere, Avis Pleiade Policoro, Carlisport Cogianco, Catanzaro Stefano Gallo, Futsal Isola e Partenope in quello B. Una menzione particolare merita il Montesilvano che torna a disputare un campionato di secondo livello a 23 anni di distanza dall'ultima apparizione, quando la serie A2 non era stata ancora istituita. L'altra società scudettata che si riaffaccia nella categoria è l'Arzignano il cui ultimo campionato di serie A2 risaliva alla stagione 2001-02. La Carlisport Cogianco è nata dalla fusione dell'Innova Carlisport, vincitrice dei play-off di serie B, e della Cogianco Genzano, attiva nel settore giovanile ma con un recente passato in Serie A. Preso atto della carenza di organico, la nuova società aveva presentato domanda di ripescaggio nella massima serie, che tuttavia è stata rigettata dal Consiglio Direttivo della Divisione Calcio a 5. 
Retrocessa la Dolomitica, la serie più lunga di partecipazioni consecutive alla categoria appartiene ora al Gruppo Fassina, ininterrottamente in Serie A2 dalla stagione 2008-09. L'Aosta eguaglia il primato di 11 edizioni detenuto dalla Brillante Roma.

## Avvenimenti

### Sorteggio calendari
Il calendari dei due gironi sono stati resi noti durante la notte di giovedì 15 agosto sul sito web della Divisione Calcio a 5 e sulle edizioni del medesimo giorno di Corriere dello Sport e Tuttosport, media partner della Divisione Calcio a 5.

### Soste
- 27 dicembre e 3 gennaio (Sosta invernale)
- 7 marzo (Final Eight Coppa Italia Serie A2)

### Penalizzazioni
Le promozioni del girone B furono influenzate dalla Giustizia Sportiva. A quattro giornate dal termine l'Atletico Belvedere fu infatti sanzionato con la penalizzazione di un punto, relativa ad alcune irregolarità emerse nella procedura di iscrizione risalenti ad agosto. I calabresi, che conducevano la classifica con un solo punto di vantaggio sulla Carlisport Cogianco, si videro declassati al secondo posto in virtù degli scontri diretti sfavorevoli. L'aspra polemica venutasi a creare fu sedata solo dalla sconfitta dei laziali nell'ultima giornata di campionato, che permise all'Atletico Belvedere di superare gli avversari e concludere la stagione regolare al primo posto. Ancora più clamore provocò la decisione della Corte Sportiva d'Appello che dispose la ripetizione della gara di ritorno della finale play-off tra Carlisport Cogianco e Augusta. L'incontro, in programma il 16 maggio, non si era disputato poiché la questura di Genzano aveva rilevato l'inagibilità del impianto sportivo della Carlisport Cogianco, a causa della presenza di alcune strutture metalliche connesse a una manifestazione sportiva svoltasi il giorno precedente nel medesimo impianto. Alla formazione romana non fu tuttavia assegnata la sconfitta a tavolino (e la conseguente promozione in Serie A dell'Augusta, che aveva vinto l'incontro di andata per 4-1) e, l'incontro si dovette ripetere un mese più tardi dopo il ricorso e il controricorso delle due società. In segno di protesta, nella ripetizione della gara la società siciliana schierò la formazione Under-21 e i dirigenti istigarono i propri giocatori a una condotta antisportiva finalizzata ad alterare il regolare svolgimento dell'incontro, caratterizzato da atteggiamenti passivi e rinunciatari e culminato con la realizzazione di quattro autoreti che fissarono il punteggio sul 20-2 finale. Per questi episodi la società megarese veniva multata di 3.000 euro, il presidente Andrea Tringali inibito per 6 mesi (squalifica successivamente revocata) e la squadra penalizzata di 3 punti in classifica da scontare nel campionato seguente.

## Girone A

### Classifica
|                                           | Pos. | Squadra        | Pt | G  | V  | N | P  | GF  | GS  | DR  |
| ----------------------------------------- | ---- | -------------- | -- | -- | -- | - | -- | --- | --- | --- |
|                                           | 1.   | Orte           | 61 | 24 | 19 | 4 | 1  | 139 | 58  | +81 |
|                                           | 2.   | Montesilvano   | 51 | 24 | 15 | 6 | 3  | 104 | 56  | +48 |
| Vincitrice della Coppa Italia di Serie A2 | 3.   | PesaroFano     | 48 | 24 | 15 | 3 | 6  | 98  | 62  | +36 |
|                                           | 4.   | CAME Treviso   | 47 | 24 | 15 | 4 | 5  | 91  | 68  | +23 |
|                                           | 5.   | Cagliari       | 43 | 24 | 12 | 7 | 5  | 122 | 94  | +28 |
|                                           | 6.   | Lecco          | 34 | 24 | 10 | 4 | 10 | 92  | 95  | -3  |
|                                           | 7.   | Milano         | 29 | 24 | 9  | 2 | 13 | 103 | 103 | 0   |
|                                           | 8.   | Astense        | 28 | 24 | 9  | 1 | 14 | 73  | 103 | -30 |
|                                           | 9.   | Arzignano      | 27 | 24 | 7  | 6 | 11 | 84  | 97  | -13 |
|                                           | 10.  | Aosta          | 22 | 24 | 6  | 4 | 14 | 94  | 117 | -23 |
|                                           | 11.  | Gruppo Fassina | 20 | 24 | 6  | 2 | 16 | 84  | 103 | -19 |
|                                           | 12.  | Carmagnola     | 19 | 24 | 6  | 1 | 17 | 53  | 111 | -58 |
|                                           | 13.  | Forlì          | 15 | 24 | 4  | 3 | 17 | 61  | 131 | -70 |

### Verdetti
- Montesilvano dopo i play-off promosso in Serie A 2015-16.
- Forlì retrocesso in Serie B 2015-16.
- Orte non iscritto al campionato di Serie A 2015-16, riparte dalla Serie B; Astense, Lecco (ripartono dalla Serie C1) e Gruppo Fassina (dismessa la prima squadra maschile, prosegue l'attività sportiva nel settore giovanile e scolastico e nel femminile) non iscritte al campionato di Serie A2 2015-16.

### Statistiche
- Maggior numero di vittorie: Orte (19)
- Minor numero di vittorie: Forlì (4)
- Maggior numero di pareggi: Cagliari (7)
- Minor numero di pareggi: Astense e Carmagnola (1)
- Maggior numero di sconfitte: Carmagnola e Forlì (17)
- Minor numero di sconfitte: Orte (1)
- Miglior attacco: Orte (139)
- Peggior attacco: Carmagnola (53)
- Miglior difesa: Montesilvano (53)
- Peggior difesa: Forlì (131)
- Miglior differenza reti: Orte (+81)
- Peggior differenza reti: Forlì (-70)
- Miglior serie positiva: Montesilvano (13)
- Maggior numero di vittorie consecutive: Dosson e Orte (5)
- Maggior numero di sconfitte consecutive: Gruppo Fassina (8)
- Partita con maggiore scarto di gol: Milano-Forlì 10-0 (10)
- Partita con più reti: Cagliari-Carmagnola 8-7 (15)
- Maggior numero di reti in una giornata: 24ª (65)
- Minor numero di reti in una giornata: 18ª (29)

### Classifica marcatori
| Gol |  |  | Giocatore         | Squadra             |
| --- |  |  | ----------------- | ------------------- |
| 61  |  |  | Conrado Sampaio   | Orte                |
| 35  |  |  | Hugo Bernárdez    | Cagliari            |
| 34  |  |  | Fabrizio Amoroso  | Arzignano           |
| 31  |  |  | Felipe Tonidandel | PesaroFano          |
| 30  |  |  | Mirko Antonietti  | Lecco               |
| 29  |  |  | Gabriel Santin    | Milano              |
| 23  |  |  | Víctor López      | Cagliari            |
| 21  |  |  | Erick Bellomo     | CAME Treviso        |
| 21  |  |  | Douglas Correia   | Montesilvano        |
| 21  |  |  | Rodrigo Rosa      | Aosta               |
| 20  |  |  | Giacomo Lamedica  | PesaroFano          |
| 20  |  |  | René Ortega       | Gruppo Fassina      |
| 19  |  |  | Marcello Esposito | Milano              |
| 18  |  |  | Andrei Bordignon  | Montesilvano        |
| 17  |  |  | Thomas Egea       | Orte (7) Aosta (10) |

### Calendario e risultati
| andata  | andata             | 1ª giornata           | ritorno (14ª) | ritorno (14ª) |  |
|         |                    |                       |               |               |  |
| 27 set. | 5-2                | Aosta-Astense         | 4-8           | 10 gen.       |  |
| 27 set. | 4-2                | Arzignano-Carmagnola  | 8-1           | 10 gen.       |  |
| 27 set. | 5-5                | Cagliari-Montesilvano | 3-3           | 10 gen.       |  |
| 27 set. | 6-4                | Dosson-Milano         | 4-2           | 10 gen.       |  |
| 27 set. | 3-3                | Lecco-Forlì           | 4-2           | 10 gen.       |  |
| 27 set. | 9-2                | Orte-Gruppo Fassina   | 5-2           | 10 gen.       |  |
| 27 set. | riposa: PesaroFano |                       |               | 10 gen.       |  |

| andata | andata           | 2ª giornata               | ritorno (15ª) | ritorno (15ª) |
|        |                  |                           |               |               |
| 4 ott. | 1-5              | Astense-Arzignano         | 1-4           | 17 gen.       |
| 4 ott. | 2-3              | Carmagnola-Dosson         | 0-5           | 17 gen.       |
| 4 ott. | 9-4              | Forlì-Aosta               | 4-8           | 17 gen.       |
| 4 ott. | 1-4              | Gruppo Fassina-PesaroFano | 3-4           | 17 gen.       |
| 4 ott. | 4-1              | Montesilvano-Lecco        | 2-2           | 17 gen.       |
| 4 ott. | 6-6              | Milano-Orte               | 2-8           | 17 gen.       |
| 4 ott. | riposa: Cagliari |                           |               | 17 gen.       |

| andata  | andata             | 1ª giornata           | ritorno (14ª) | ritorno (14ª) |  |
|         |                    |                       |               |               |  |
| 27 set. | 5-2                | Aosta-Astense         | 4-8           | 10 gen.       |  |
| 27 set. | 4-2                | Arzignano-Carmagnola  | 8-1           | 10 gen.       |  |
| 27 set. | 5-5                | Cagliari-Montesilvano | 3-3           | 10 gen.       |  |
| 27 set. | 6-4                | Dosson-Milano         | 4-2           | 10 gen.       |  |
| 27 set. | 3-3                | Lecco-Forlì           | 4-2           | 10 gen.       |  |
| 27 set. | 9-2                | Orte-Gruppo Fassina   | 5-2           | 10 gen.       |  |
| 27 set. | riposa: PesaroFano |                       |               | 10 gen.       |  |

| andata | andata           | 2ª giornata               | ritorno (15ª) | ritorno (15ª) |
|        |                  |                           |               |               |
| 4 ott. | 1-5              | Astense-Arzignano         | 1-4           | 17 gen.       |
| 4 ott. | 2-3              | Carmagnola-Dosson         | 0-5           | 17 gen.       |
| 4 ott. | 9-4              | Forlì-Aosta               | 4-8           | 17 gen.       |
| 4 ott. | 1-4              | Gruppo Fassina-PesaroFano | 3-4           | 17 gen.       |
| 4 ott. | 4-1              | Montesilvano-Lecco        | 2-2           | 17 gen.       |
| 4 ott. | 6-6              | Milano-Orte               | 2-8           | 17 gen.       |
| 4 ott. | riposa: Cagliari |                           |               | 17 gen.       |

| andata  | andata                 | 3ª giornata        | ritorno (16ª) | ritorno (16ª) |
|         |                        |                    |               |               |
| 11 ott. | 4-6                    | Aosta-Montesilvano | 1-5           | 24 gen.       |
| 11 ott. | 0-0                    | Arzignano-Forlì    | 2-4           | 24 gen.       |
| 11 ott. | 5-1                    | Dosson-Astense     | 1-1           | 24 gen.       |
| 11 ott. | 2-3                    | Lecco-Cagliari     | 5-8           | 24 gen.       |
| 11 ott. | 9-0                    | Orte-Carmagnola    | 7-2           | 24 gen.       |
| 11 ott. | 5-2                    | PesaroFano-Milano  | 2-6           | 24 gen.       |
| 11 ott. | riposa: Gruppo Fassina |                    |               | 24 gen.       |

| andata  | andata        | 4ª giornata            | ritorno (17ª) | ritorno (17ª) |
|         |               |                        |               |               |
| 18 ott. | 1-2           | Astense-Orte           | 3-10          | 31 gen.       |
| 18 ott. | 6-3           | Cagliari-Aosta         | 6-6           | 31 gen.       |
| 18 ott. | 1-1           | Carmagnola-PesaroFano  | 1-8           | 31 gen.       |
| 18 ott. | 1-4           | Forlì-Dosson           | 1-6           | 31 gen.       |
| 18 ott. | 5-3           | Montesilvano-Arzignano | 2-2           | 31 gen.       |
| 18 ott. | 4-2           | Milano-Gruppo Fassina  | 3-5           | 31 gen.       |
| 18 ott. | riposa: Lecco |                        |               | 31 gen.       |

| andata  | andata                 | 3ª giornata        | ritorno (16ª) | ritorno (16ª) |
|         |                        |                    |               |               |
| 11 ott. | 4-6                    | Aosta-Montesilvano | 1-5           | 24 gen.       |
| 11 ott. | 0-0                    | Arzignano-Forlì    | 2-4           | 24 gen.       |
| 11 ott. | 5-1                    | Dosson-Astense     | 1-1           | 24 gen.       |
| 11 ott. | 2-3                    | Lecco-Cagliari     | 5-8           | 24 gen.       |
| 11 ott. | 9-0                    | Orte-Carmagnola    | 7-2           | 24 gen.       |
| 11 ott. | 5-2                    | PesaroFano-Milano  | 2-6           | 24 gen.       |
| 11 ott. | riposa: Gruppo Fassina |                    |               | 24 gen.       |

| andata  | andata        | 4ª giornata            | ritorno (17ª) | ritorno (17ª) |
|         |               |                        |               |               |
| 18 ott. | 1-2           | Astense-Orte           | 3-10          | 31 gen.       |
| 18 ott. | 6-3           | Cagliari-Aosta         | 6-6           | 31 gen.       |
| 18 ott. | 1-1           | Carmagnola-PesaroFano  | 1-8           | 31 gen.       |
| 18 ott. | 1-4           | Forlì-Dosson           | 1-6           | 31 gen.       |
| 18 ott. | 5-3           | Montesilvano-Arzignano | 2-2           | 31 gen.       |
| 18 ott. | 4-2           | Milano-Gruppo Fassina  | 3-5           | 31 gen.       |
| 18 ott. | riposa: Lecco |                        |               | 31 gen.       |

| andata  | andata         | 5ª giornata               | ritorno (18ª) | ritorno (18ª) |
|         |                |                           |               |               |
| 25 ott. | 6-6            | Aosta-Lecco               | 2-4           | 7 feb.        |
| 25 ott. | 1-6            | Arzignano-Cagliari        | 2-5           | 7 feb.        |
| 25 ott. | 5-3            | Dosson-Montesilvano       | 0-2           | 7 feb.        |
| 25 ott. | 3-0            | Gruppo Fassina-Carmagnola | 2-3           | 7 feb.        |
| 25 ott. | 9-1            | Orte-Forlì                | 5-2           | 7 feb.        |
| 25 ott. | 7-1            | PesaroFano-Astense        | 2-0           | 7 feb.        |
| 25 ott. | riposa: Milano |                           |               | 7 feb.        |

| andata | andata        | 6ª giornata            | ritorno (19ª) | ritorno (19ª) |
|        |               |                        |               |               |
| 1 nov. | 6-3           | Astense-Gruppo Fassina | 1-7           | 14 feb.       |
| 1 nov. | 5-3           | Cagliari-Dosson        | 4-6           | 14 feb.       |
| 1 nov. | 3-1           | Carmagnola-Milano      | 2-5           | 14 feb.       |
| 1 nov. | 2-4           | Forlì-PesaroFano       | 1-7           | 14 feb.       |
| 1 nov. | 7-3           | Lecco-Arzignano        | 3-3           | 14 feb.       |
| 1 nov. | 3-4           | Montesilvano-Orte      | 2-2           | 14 feb.       |
| 1 nov. | riposa: Aosta |                        |               | 14 feb.       |

| andata  | andata         | 5ª giornata               | ritorno (18ª) | ritorno (18ª) |
|         |                |                           |               |               |
| 25 ott. | 6-6            | Aosta-Lecco               | 2-4           | 7 feb.        |
| 25 ott. | 1-6            | Arzignano-Cagliari        | 2-5           | 7 feb.        |
| 25 ott. | 5-3            | Dosson-Montesilvano       | 0-2           | 7 feb.        |
| 25 ott. | 3-0            | Gruppo Fassina-Carmagnola | 2-3           | 7 feb.        |
| 25 ott. | 9-1            | Orte-Forlì                | 5-2           | 7 feb.        |
| 25 ott. | 7-1            | PesaroFano-Astense        | 2-0           | 7 feb.        |
| 25 ott. | riposa: Milano |                           |               | 7 feb.        |

| andata | andata        | 6ª giornata            | ritorno (19ª) | ritorno (19ª) |
|        |               |                        |               |               |
| 1 nov. | 6-3           | Astense-Gruppo Fassina | 1-7           | 14 feb.       |
| 1 nov. | 5-3           | Cagliari-Dosson        | 4-6           | 14 feb.       |
| 1 nov. | 3-1           | Carmagnola-Milano      | 2-5           | 14 feb.       |
| 1 nov. | 2-4           | Forlì-PesaroFano       | 1-7           | 14 feb.       |
| 1 nov. | 7-3           | Lecco-Arzignano        | 3-3           | 14 feb.       |
| 1 nov. | 3-4           | Montesilvano-Orte      | 2-2           | 14 feb.       |
| 1 nov. | riposa: Aosta |                        |               | 14 feb.       |

| andata | andata             | 7ª giornata             | ritorno (20ª) | ritorno (20ª) |
|        |                    |                         |               |               |
| 8 nov. | 1-1                | Orte-Cagliari           | 8-3           | 20 feb.       |
| 8 nov. | 8-5                | Arzignano-Aosta         | 3-3           | 21 feb.       |
| 8 nov. | 3-4                | Dosson-Lecco            | 7-5           | 21 feb.       |
| 8 nov. | 5-5                | Gruppo Fassina-Forlì    | 8-1           | 21 feb.       |
| 8 nov. | 2-2                | PesaroFano-Montesilvano | 1-3           | 21 feb.       |
| 8 nov. | 4-5                | Milano-Astense          | 3-0           | 21 feb.       |
| 8 nov. | riposa: Carmagnola |                         |               | 21 feb.       |

| andata  | andata            | 8ª giornata                 | ritorno (21ª) | ritorno (21ª) |
|         |                   |                             |               |               |
| 15 nov. | 2-2               | Cagliari-PesaroFano         | 3-7           | 27 feb.       |
| 15 nov. | 1-4               | Aosta-Dosson                | 3-3           | 28 feb.       |
| 15 nov. | 3-1               | Astense-Carmagnola          | 3-0           | 28 feb.       |
| 15 nov. | 0-7               | Forlì-Milano                | 0-10          | 28 feb.       |
| 15 nov. | 5-3               | Montesilvano-Gruppo Fassina | 4-2           | 28 feb.       |
| 15 nov. | 1-4               | Lecco-Orte                  | 1-8           | 11 mar.       |
| 15 nov. | riposa: Arzignano |                             |               | 11 mar.       |

| andata | andata             | 7ª giornata             | ritorno (20ª) | ritorno (20ª) |
|        |                    |                         |               |               |
| 8 nov. | 1-1                | Orte-Cagliari           | 8-3           | 20 feb.       |
| 8 nov. | 8-5                | Arzignano-Aosta         | 3-3           | 21 feb.       |
| 8 nov. | 3-4                | Dosson-Lecco            | 7-5           | 21 feb.       |
| 8 nov. | 5-5                | Gruppo Fassina-Forlì    | 8-1           | 21 feb.       |
| 8 nov. | 2-2                | PesaroFano-Montesilvano | 1-3           | 21 feb.       |
| 8 nov. | 4-5                | Milano-Astense          | 3-0           | 21 feb.       |
| 8 nov. | riposa: Carmagnola |                         |               | 21 feb.       |

| andata  | andata            | 8ª giornata                 | ritorno (21ª) | ritorno (21ª) |
|         |                   |                             |               |               |
| 15 nov. | 2-2               | Cagliari-PesaroFano         | 3-7           | 27 feb.       |
| 15 nov. | 1-4               | Aosta-Dosson                | 3-3           | 28 feb.       |
| 15 nov. | 3-1               | Astense-Carmagnola          | 3-0           | 28 feb.       |
| 15 nov. | 0-7               | Forlì-Milano                | 0-10          | 28 feb.       |
| 15 nov. | 5-3               | Montesilvano-Gruppo Fassina | 4-2           | 28 feb.       |
| 15 nov. | 1-4               | Lecco-Orte                  | 1-8           | 11 mar.       |
| 15 nov. | riposa: Arzignano |                             |               | 11 mar.       |

| andata  | andata          | 9ª giornata             | ritorno (22ª) | ritorno (22ª) |
|         |                 |                         |               |               |
| 22 nov. | 5-3             | Carmagnola-Forlì        | 3-8           | 14 mar.       |
| 22 nov. | 2-2             | Dosson-Arzignano        | 5-5           | 14 mar.       |
| 22 nov. | 3-8             | Gruppo Fassina-Cagliari | 4-4           | 14 mar.       |
| 22 nov. | 8-5             | Orte-Aosta              | 4-3           | 14 mar.       |
| 22 nov. | 8-2             | PesaroFano-Lecco        | 1-5           | 14 mar.       |
| 22 nov. | 4-7             | Milano-Montesilvano     | 2-7           | 14 mar.       |
| 22 nov. | riposa: Astense |                         |               | 14 mar.       |

| andata  | andata         | 10ª giornata            | ritorno (23ª) | ritorno (23ª) |
|         |                |                         |               |               |
| 29 nov. | 0-3            | Arzignano-Orte          | 4-8           | 21 mar.       |
| 29 nov. | 9-4            | Cagliari-Milano         | 4-4           | 21 mar.       |
| 29 nov. | 4-3            | Forlì-Astense           | 5-8           | 21 mar.       |
| 29 nov. | 7-2            | Lecco-Gruppo Fassina    | 5-3           | 21 mar.       |
| 29 nov. | 6-0            | Montesilvano-Carmagnola | 3-1           | 21 mar.       |
| 29 nov. | 3-6            | Aosta-PesaroFano        | 1-4           | 22 mar.       |
| 29 nov. | riposa: Dosson |                         |               | 22 mar.       |

| andata  | andata          | 9ª giornata             | ritorno (22ª) | ritorno (22ª) |
|         |                 |                         |               |               |
| 22 nov. | 5-3             | Carmagnola-Forlì        | 3-8           | 14 mar.       |
| 22 nov. | 2-2             | Dosson-Arzignano        | 5-5           | 14 mar.       |
| 22 nov. | 3-8             | Gruppo Fassina-Cagliari | 4-4           | 14 mar.       |
| 22 nov. | 8-5             | Orte-Aosta              | 4-3           | 14 mar.       |
| 22 nov. | 8-2             | PesaroFano-Lecco        | 1-5           | 14 mar.       |
| 22 nov. | 4-7             | Milano-Montesilvano     | 2-7           | 14 mar.       |
| 22 nov. | riposa: Astense |                         |               | 14 mar.       |

| andata  | andata         | 10ª giornata            | ritorno (23ª) | ritorno (23ª) |
|         |                |                         |               |               |
| 29 nov. | 0-3            | Arzignano-Orte          | 4-8           | 21 mar.       |
| 29 nov. | 9-4            | Cagliari-Milano         | 4-4           | 21 mar.       |
| 29 nov. | 4-3            | Forlì-Astense           | 5-8           | 21 mar.       |
| 29 nov. | 7-2            | Lecco-Gruppo Fassina    | 5-3           | 21 mar.       |
| 29 nov. | 6-0            | Montesilvano-Carmagnola | 3-1           | 21 mar.       |
| 29 nov. | 3-6            | Aosta-PesaroFano        | 1-4           | 22 mar.       |
| 29 nov. | riposa: Dosson |                         |               | 22 mar.       |

| andata | andata        | 11ª giornata         | ritorno (24ª) | ritorno (24ª) |
|        |               |                      |               |               |
| 6 dic. | 5-4           | Astense-Montesilvano | 3-9           | 28 mar.       |
| 6 dic. | 5-4           | Carmagnola-Cagliari  | 7-8           | 28 mar.       |
| 6 dic. | 5-2           | Orte-Dosson          | 4-4           | 28 mar.       |
| 6 dic. | 3-1           | PesaroFano-Arzignano | 7-4           | 28 mar.       |
| 6 dic. | 6-4           | Milano-Lecco         | 2-8           | 28 mar.       |
| 8 dic. | 2-4           | Gruppo Fassina-Aosta | 4-5           | 28 mar.       |
| 8 dic. | riposa: Forlì |                      |               | 28 mar.       |

| andata  | andata       | 12ª giornata             | ritorno (25ª) | ritorno (25ª) |
|         |              |                          |               |               |
| 13 dic. | 2-4          | Aosta-Milano             | 5-4           | 4 apr.        |
| 13 dic. | 8-3          | Arzignano-Gruppo Fassina | 3-7           | 4 apr.        |
| 13 dic. | 9-3          | Cagliari-Astense         | 2-6           | 4 apr.        |
| 13 dic. | 4-3          | Dosson-PesaroFano        | 4-2           | 4 apr.        |
| 13 dic. | 2-4          | Lecco-Carmagnola         | 4-3           | 4 apr.        |
| 13 dic. | 5-0          | Montesilvano-Forlì       | 7-1           | 4 apr.        |
| 13 dic. | riposa: Orte |                          |               | 4 apr.        |

| andata | andata        | 11ª giornata         | ritorno (24ª) | ritorno (24ª) |
|        |               |                      |               |               |
| 6 dic. | 5-4           | Astense-Montesilvano | 3-9           | 28 mar.       |
| 6 dic. | 5-4           | Carmagnola-Cagliari  | 7-8           | 28 mar.       |
| 6 dic. | 5-2           | Orte-Dosson          | 4-4           | 28 mar.       |
| 6 dic. | 3-1           | PesaroFano-Arzignano | 7-4           | 28 mar.       |
| 6 dic. | 6-4           | Milano-Lecco         | 2-8           | 28 mar.       |
| 8 dic. | 2-4           | Gruppo Fassina-Aosta | 4-5           | 28 mar.       |
| 8 dic. | riposa: Forlì |                      |               | 28 mar.       |

| andata  | andata       | 12ª giornata             | ritorno (25ª) | ritorno (25ª) |
|         |              |                          |               |               |
| 13 dic. | 2-4          | Aosta-Milano             | 5-4           | 4 apr.        |
| 13 dic. | 8-3          | Arzignano-Gruppo Fassina | 3-7           | 4 apr.        |
| 13 dic. | 9-3          | Cagliari-Astense         | 2-6           | 4 apr.        |
| 13 dic. | 4-3          | Dosson-PesaroFano        | 4-2           | 4 apr.        |
| 13 dic. | 2-4          | Lecco-Carmagnola         | 4-3           | 4 apr.        |
| 13 dic. | 5-0          | Montesilvano-Forlì       | 7-1           | 4 apr.        |
| 13 dic. | riposa: Orte |                          |               | 4 apr.        |

| \| andata \| andata \| 13ª giornata \| ritorno (26ª) \| ritorno (26ª) \| \| \| \| \| \| \| \| 20 dic. \| 2-3 \| Astense-Lecco \| 6-4 \| 11 apr. \| \| 20 dic. \| 5-4 \| Carmagnola-Aosta \| 2-7 \| 11 apr. \| \| 20 dic. \| 4-8 \| Forlì-Cagliari \| 0-6 \| 11 apr. \| \| 20 dic. \| 0-2 \| Gruppo Fassina-Dosson \| 8-3 \| 11 apr. \| \| 20 dic. \| 3-1 \| PesaroFano-Orte \| 5-9 \| 11 apr. \| \| 20 dic. \| 10-4 \| Milano-Arzignano \| 4-5 \| 11 apr. \| \| 20 dic. \| riposa: Montesilvano \| \| \| 11 apr. \| |                      |                       |               |               |
| andata | andata               | 13ª giornata          | ritorno (26ª) | ritorno (26ª) |
| |                      |                       |               |               |
| 20 dic. | 2-3                  | Astense-Lecco         | 6-4           | 11 apr.       |
| 20 dic. | 5-4                  | Carmagnola-Aosta      | 2-7           | 11 apr.       |
| 20 dic. | 4-8                  | Forlì-Cagliari        | 0-6           | 11 apr.       |
| 20 dic. | 0-2                  | Gruppo Fassina-Dosson | 8-3           | 11 apr.       |
| 20 dic. | 3-1                  | PesaroFano-Orte       | 5-9           | 11 apr.       |
| 20 dic. | 10-4                 | Milano-Arzignano      | 4-5           | 11 apr.       |
| 20 dic. | riposa: Montesilvano |                       |               | 11 apr.       |

| andata  | andata               | 13ª giornata          | ritorno (26ª) | ritorno (26ª) |
|         |                      |                       |               |               |
| 20 dic. | 2-3                  | Astense-Lecco         | 6-4           | 11 apr.       |
| 20 dic. | 5-4                  | Carmagnola-Aosta      | 2-7           | 11 apr.       |
| 20 dic. | 4-8                  | Forlì-Cagliari        | 0-6           | 11 apr.       |
| 20 dic. | 0-2                  | Gruppo Fassina-Dosson | 8-3           | 11 apr.       |
| 20 dic. | 3-1                  | PesaroFano-Orte       | 5-9           | 11 apr.       |
| 20 dic. | 10-4                 | Milano-Arzignano      | 4-5           | 11 apr.       |
| 20 dic. | riposa: Montesilvano |                       |               | 11 apr.       |

## Girone B

### Classifica
|  | Pos. | Squadra            | Pt | G  | V  | N | P  | GF  | GS  | DR  |
|  | ---- | ------------------ | -- | -- | -- | - | -- | --- | --- | --- |
|  | 1.   | Atletico Belvedere | 57 | 24 | 18 | 3 | 3  | 124 | 59  | +65 |
|  | 2.   | Cogianco           | 53 | 24 | 16 | 5 | 3  | 132 | 63  | +69 |
|  | 3.   | Isola              | 51 | 24 | 16 | 3 | 5  | 100 | 62  | +38 |
|  | 4.   | Augusta            | 45 | 24 | 13 | 6 | 5  | 114 | 75  | +39 |
|  | 5.   | Salinis            | 41 | 24 | 12 | 5 | 7  | 95  | 85  | +10 |
|  | 6.   | Acireale           | 37 | 24 | 12 | 1 | 11 | 85  | 87  | -2  |
|  | 7.   | Catania Librino    | 33 | 24 | 10 | 3 | 11 | 84  | 97  | -13 |
|  | 8.   | Catanzaro SG       | 31 | 24 | 9  | 4 | 11 | 67  | 85  | -18 |
|  | 9.   | Odissea 2000       | 27 | 24 | 7  | 6 | 11 | 68  | 91  | -23 |
|  | 10.  | Policoro           | 24 | 24 | 7  | 4 | 13 | 97  | 104 | -7  |
|  | 11.  | Partenope          | 20 | 24 | 5  | 5 | 14 | 84  | 106 | -22 |
|  | 12.  | Libertas Eraclea   | 20 | 24 | 6  | 2 | 16 | 60  | 107 | -47 |
|  | 13.  | Roma Torrino       | 4  | 24 | 1  | 1 | 22 | 56  | 145 | -89 |

### Verdetti
- Atletico Belvedere e, dopo i play-off, Carlisport Cogianco promosse in Serie A 2015-16.
- Roma Torrino e, dopo i play-out, Libertas Eraclea retrocesse in Serie B 2015-16.
- Rossano non iscritta al campionato di Serie A2, riparte dalla Serie B; Libertas Eraclea non iscritta al campionato di Serie B, confluisce nel Matera; Acireale rileva il titolo dell'Aciplatani Calcio 1970, partecipando al campionato di Serie C2.

### Statistiche
- Maggior numero di vittorie: Atletico Belvedere (18)
- Minor numero di vittorie: RomaTorrino (1)
- Maggior numero di pareggi: Augusta e Rossano (6)
- Minor numero di pareggi: Acireale e RomaTorrino (1)
- Maggior numero di sconfitte: RomaTorrino (22)
- Minor numero di sconfitte: Atletico Belvedere e CarlisportCogianco (3)
- Miglior attacco: CarlisportCogianco (132)
- Peggior attacco: RomaTorrino (56)
- Miglior difesa: Atletico Belvedere (59)
- Peggior difesa: RomaTorrino (145)
- Miglior differenza reti: CarlisportCogianco (+69)
- Peggior differenza reti: RomaTorrino (-89)
- Miglior serie positiva: CarlisportCogianco e Isola (10)
- Maggior numero di vittorie consecutive: Atletico Belvedere e Isola (6)
- Maggior numero di sconfitte consecutive: RomaTorrino (13)
- Partita con maggiore scarto di gol: CarlisportCogianco-Libertas Eraclea 11-0 e Atletico Belvedere-RomaTorrino 14-3 (11)
- Partita con più reti: Atletico Belvedere-RomaTorrino 14-3 (17)
- Maggior numero di reti in una giornata: 25ª (69)
- Minor numero di reti in una giornata: 18ª (26)

### Classifica marcatori
| Gol |  |  | Giocatore             | Squadra            |
| --- |  |  | --------------------- | ------------------ |
| 38  |  |  | Jorginho              | Augusta            |
| 36  |  |  | Iuri Scheleski        | Augusta            |
| 33  |  |  | Tiago Goldoni         | Policoro           |
| 32  |  |  | Carlos Quinellato     | Atletico Belvedere |
| 27  |  |  | Marcelo Moreira       | Isola              |
| 27  |  |  | Cristian Rizzo        | Catania Librino    |
| 25  |  |  | Luiz Henrique Borsato | Cogianco           |
| 25  |  |  | Edgar Schurtz         | Atletico Belvedere |
| 24  |  |  | Carmelo Musumeci      | Acireale           |
| 24  |  |  | Lucas Vizonan         | Cogianco           |
| 23  |  |  | Dario Nardacchione    | Salinis            |
| 22  |  |  | Attilio Arillo        | Partenope          |
| 20  |  |  | Ivan Castrogiovanni   | Acireale           |
| 19  |  |  | Fernando Silveira     | Catania Librino    |
| 18  |  |  | Antonio Campano       | Partenope          |
| 18  |  |  | Juan Cruz Perri       | Salinis            |
| 18  |  |  | Renan Pizzo           | Policoro           |

### Calendario e risultati
| andata  | andata          | 1ª giornata                  | ritorno (14ª) | ritorno (14ª) |  |
|         |                 |                              |               |               |  |
| 27 set. | 2-6             | Acireale-Carlisport Cogianco | 0-9           | 10 gen.       |  |
| 27 set. | 0-3             | Catanzaro-Atletico Belvedere | 0-4           | 10 gen.       |  |
| 27 set. | 4-4             | Isola-Policoro               | 5-3           | 10 gen.       |  |
| 27 set. | 1-4             | Libertas Eraclea- Salinis    | 5-7           | 10 gen.       |  |
| 27 set. | 3-4             | RomaTorrino-Augusta          | 3-8           | 10 gen.       |  |
| 27 set. | 5-2             | Rossano-Partenope            | 3-3           | 10 gen.       |  |
| 27 set. | riposa: Catania |                              |               | 10 gen.       |  |

| andata | andata              | 2ª giornata                 | ritorno (15ª) | ritorno (15ª) |
|        |                     |                             |               |               |
| 4 ott. | 9-1                 | Atletico Belvedere-Rossano  | 4-3           | 17 gen.       |
| 4 ott. | 1-1                 | Augusta-Libertas Eraclea    | 5-1           | 17 gen.       |
| 4 ott. | 4-3                 | Carlisport Cogianco-Catania | 4-3           | 17 gen.       |
| 4 ott. | 7-1                 | Partenope-Isola             | 1-2           | 17 gen.       |
| 4 ott. | 4-8                 | Policoro-Acireale           | 3-5           | 17 gen.       |
| 4 ott. | 5-1                 | Salinis-Catanzaro           | 4-5           | 17 gen.       |
| 4 ott. | riposa: RomaTorrino |                             |               | 17 gen.       |

| andata  | andata          | 1ª giornata                  | ritorno (14ª) | ritorno (14ª) |  |
|         |                 |                              |               |               |  |
| 27 set. | 2-6             | Acireale-Carlisport Cogianco | 0-9           | 10 gen.       |  |
| 27 set. | 0-3             | Catanzaro-Atletico Belvedere | 0-4           | 10 gen.       |  |
| 27 set. | 4-4             | Isola-Policoro               | 5-3           | 10 gen.       |  |
| 27 set. | 1-4             | Libertas Eraclea- Salinis    | 5-7           | 10 gen.       |  |
| 27 set. | 3-4             | RomaTorrino-Augusta          | 3-8           | 10 gen.       |  |
| 27 set. | 5-2             | Rossano-Partenope            | 3-3           | 10 gen.       |  |
| 27 set. | riposa: Catania |                              |               | 10 gen.       |  |

| andata | andata              | 2ª giornata                 | ritorno (15ª) | ritorno (15ª) |
|        |                     |                             |               |               |
| 4 ott. | 9-1                 | Atletico Belvedere-Rossano  | 4-3           | 17 gen.       |
| 4 ott. | 1-1                 | Augusta-Libertas Eraclea    | 5-1           | 17 gen.       |
| 4 ott. | 4-3                 | Carlisport Cogianco-Catania | 4-3           | 17 gen.       |
| 4 ott. | 7-1                 | Partenope-Isola             | 1-2           | 17 gen.       |
| 4 ott. | 4-8                 | Policoro-Acireale           | 3-5           | 17 gen.       |
| 4 ott. | 5-1                 | Salinis-Catanzaro           | 4-5           | 17 gen.       |
| 4 ott. | riposa: RomaTorrino |                             |               | 17 gen.       |

| andata  | andata                      | 3ª giornata                  | ritorno (16ª) | ritorno (16ª) |
|         |                             |                              |               |               |
| 11 ott. | 3-5                         | Acireale-Partenope           | 7-1           | 24 gen.       |
| 11 ott. | 5-4                         | Catania-Policoro             | 4-3           | 24 gen.       |
| 11 ott. | 0-4                         | Catanzaro-Augusta            | 3-8           | 24 gen.       |
| 11 ott. | 2-4                         | Isola-Atletico Belvedere     | 1-3           | 24 gen.       |
| 11 ott. | 4-3                         | Libertas Eraclea-RomaTorrino | 5-5           | 24 gen.       |
| 11 ott. | 1-2                         | Rossano-Salinis              | 3-3           | 24 gen.       |
| 11 ott. | riposa: Carlisport Cogianco |                              |               | 24 gen.       |

| andata  | andata                   | 4ª giornata                  | ritorno (17ª) | ritorno (17ª) |
|         |                          |                              |               |               |
| 18 ott. | 5-6                      | Atletico Belvedere-Acireale  | 3-0           | 31 gen.       |
| 18 ott. | 7-0                      | Augusta-Rossano              | 3-6           | 31 gen.       |
| 18 ott. | 5-7                      | Partenope-Catania            | 2-3           | 31 gen.       |
| 18 ott. | 5-5                      | Policoro-Carlisport Cogianco | 1-6           | 31 gen.       |
| 18 ott. | 4-7                      | RomaTorrino-Catanzaro        | 2-4           | 31 gen.       |
| 18 ott. | 1-0                      | Salinis-Isola                | 1-3           | 31 gen.       |
| 18 ott. | riposa: Libertas Eraclea |                              |               | 31 gen.       |

| andata  | andata                      | 3ª giornata                  | ritorno (16ª) | ritorno (16ª) |
|         |                             |                              |               |               |
| 11 ott. | 3-5                         | Acireale-Partenope           | 7-1           | 24 gen.       |
| 11 ott. | 5-4                         | Catania-Policoro             | 4-3           | 24 gen.       |
| 11 ott. | 0-4                         | Catanzaro-Augusta            | 3-8           | 24 gen.       |
| 11 ott. | 2-4                         | Isola-Atletico Belvedere     | 1-3           | 24 gen.       |
| 11 ott. | 4-3                         | Libertas Eraclea-RomaTorrino | 5-5           | 24 gen.       |
| 11 ott. | 1-2                         | Rossano-Salinis              | 3-3           | 24 gen.       |
| 11 ott. | riposa: Carlisport Cogianco |                              |               | 24 gen.       |

| andata  | andata                   | 4ª giornata                  | ritorno (17ª) | ritorno (17ª) |
|         |                          |                              |               |               |
| 18 ott. | 5-6                      | Atletico Belvedere-Acireale  | 3-0           | 31 gen.       |
| 18 ott. | 7-0                      | Augusta-Rossano              | 3-6           | 31 gen.       |
| 18 ott. | 5-7                      | Partenope-Catania            | 2-3           | 31 gen.       |
| 18 ott. | 5-5                      | Policoro-Carlisport Cogianco | 1-6           | 31 gen.       |
| 18 ott. | 4-7                      | RomaTorrino-Catanzaro        | 2-4           | 31 gen.       |
| 18 ott. | 1-0                      | Salinis-Isola                | 1-3           | 31 gen.       |
| 18 ott. | riposa: Libertas Eraclea |                              |               | 31 gen.       |

| andata  | andata           | 5ª giornata                   | ritorno (18ª) | ritorno (18ª) |
|         |                  |                               |               |               |
| 25 ott. | 4-2              | Acireale-Salinis              | 1-1           | 7 feb.        |
| 25 ott. | 8-2              | Carlisport Cogianco-Partenope | 2-2           | 7 feb.        |
| 25 ott. | 1-4              | Catania-Atletico Belvedere    | 0-5           | 7 feb.        |
| 25 ott. | 0-4              | Catanzaro-Libertas Eraclea    | 2-1           | 7 feb.        |
| 25 ott. | 7-6              | Isola-Augusta                 | 2-3           | 7 feb.        |
| 25 ott. | 2-1              | Rossano-RomaTorrino           | 5-2           | 7 feb.        |
| 25 ott. | riposa: Policoro |                               |               | 7 feb.        |

| andata | andata            | 6ª giornata                            | ritorno (19ª) | ritorno (19ª) |
|        |                   |                                        |               |               |
| 1 nov. | 8-8               | Atletico Belvedere-Carlisport Cogianco | 1-8           | 13 feb.       |
| 1 nov. | 7-1               | Augusta-Acireale                       | 3-2           | 14 feb.       |
| 1 nov. | 3-2               | Libertas Eraclea-Rossano               | 0-4           | 14 feb.       |
| 1 nov. | 4-7               | Partenope-Policoro                     | 0-7           | 14 feb.       |
| 1 nov. | 0-6               | RomaTorrino-Isola                      | 2-8           | 14 feb.       |
| 1 nov. | 1-5               | Salinis-Catania                        | 9-5           | 14 feb.       |
| 1 nov. | riposa: Catanzaro |                                        |               | 14 feb.       |

| andata  | andata           | 5ª giornata                   | ritorno (18ª) | ritorno (18ª) |
|         |                  |                               |               |               |
| 25 ott. | 4-2              | Acireale-Salinis              | 1-1           | 7 feb.        |
| 25 ott. | 8-2              | Carlisport Cogianco-Partenope | 2-2           | 7 feb.        |
| 25 ott. | 1-4              | Catania-Atletico Belvedere    | 0-5           | 7 feb.        |
| 25 ott. | 0-4              | Catanzaro-Libertas Eraclea    | 2-1           | 7 feb.        |
| 25 ott. | 7-6              | Isola-Augusta                 | 2-3           | 7 feb.        |
| 25 ott. | 2-1              | Rossano-RomaTorrino           | 5-2           | 7 feb.        |
| 25 ott. | riposa: Policoro |                               |               | 7 feb.        |

| andata | andata            | 6ª giornata                            | ritorno (19ª) | ritorno (19ª) |
|        |                   |                                        |               |               |
| 1 nov. | 8-8               | Atletico Belvedere-Carlisport Cogianco | 1-8           | 13 feb.       |
| 1 nov. | 7-1               | Augusta-Acireale                       | 3-2           | 14 feb.       |
| 1 nov. | 3-2               | Libertas Eraclea-Rossano               | 0-4           | 14 feb.       |
| 1 nov. | 4-7               | Partenope-Policoro                     | 0-7           | 14 feb.       |
| 1 nov. | 0-6               | RomaTorrino-Isola                      | 2-8           | 14 feb.       |
| 1 nov. | 1-5               | Salinis-Catania                        | 9-5           | 14 feb.       |
| 1 nov. | riposa: Catanzaro |                                        |               | 14 feb.       |

| andata | andata            | 7ª giornata                 | ritorno (20ª) | ritorno (20ª) |
|        |                   |                             |               |               |
| 8 nov. | 3-4               | Carlisport Cogianco-Salinis | 3-3           | 20 feb.       |
| 8 nov. | 6-3               | Acireale-RomaTorrino        | 4-1           | 21 feb.       |
| 8 nov. | 3-0               | Catania-Augusta             | 2-10          | 21 feb.       |
| 8 nov. | 7-4               | Isola-Libertas Eraclea      | 8-3           | 21 feb.       |
| 8 nov. | 5-6               | Policoro-Atletico Belvedere | 0-6           | 21 feb.       |
| 8 nov. | 3-3               | Rossano-Catanzaro           | 1-1           | 21 feb.       |
| 8 nov. | riposa: Partenope |                             |               | 21 feb.       |

| andata  | andata          | 8ª giornata                  | ritorno (21ª) | ritorno (21ª) |
|         |                 |                              |               |               |
| 15 nov. | 5-6             | Augusta-Carlisport Cogianco  | 4-4           | 27 feb.       |
| 15 nov. | 6-6             | Atletico Belvedere-Partenope | 4-3           | 28 feb.       |
| 15 nov. | 3-3             | Catanzaro-Isola              | 0-3           | 28 feb.       |
| 15 nov. | 2-3             | RomaTorrino-Catania          | 3-6           | 28 feb.       |
| 15 nov. | 6-5             | Salinis-Policoro             | 3-4           | 28 feb.       |
| 15 nov. | 6-2             | Libertas Eraclea-Acireale    | 1-7           | 7 mar.        |
| 15 nov. | riposa: Rossano |                              |               | 7 mar.        |

| andata | andata            | 7ª giornata                 | ritorno (20ª) | ritorno (20ª) |
|        |                   |                             |               |               |
| 8 nov. | 3-4               | Carlisport Cogianco-Salinis | 3-3           | 20 feb.       |
| 8 nov. | 6-3               | Acireale-RomaTorrino        | 4-1           | 21 feb.       |
| 8 nov. | 3-0               | Catania-Augusta             | 2-10          | 21 feb.       |
| 8 nov. | 7-4               | Isola-Libertas Eraclea      | 8-3           | 21 feb.       |
| 8 nov. | 5-6               | Policoro-Atletico Belvedere | 0-6           | 21 feb.       |
| 8 nov. | 3-3               | Rossano-Catanzaro           | 1-1           | 21 feb.       |
| 8 nov. | riposa: Partenope |                             |               | 21 feb.       |

| andata  | andata          | 8ª giornata                  | ritorno (21ª) | ritorno (21ª) |
|         |                 |                              |               |               |
| 15 nov. | 5-6             | Augusta-Carlisport Cogianco  | 4-4           | 27 feb.       |
| 15 nov. | 6-6             | Atletico Belvedere-Partenope | 4-3           | 28 feb.       |
| 15 nov. | 3-3             | Catanzaro-Isola              | 0-3           | 28 feb.       |
| 15 nov. | 2-3             | RomaTorrino-Catania          | 3-6           | 28 feb.       |
| 15 nov. | 6-5             | Salinis-Policoro             | 3-4           | 28 feb.       |
| 15 nov. | 6-2             | Libertas Eraclea-Acireale    | 1-7           | 7 mar.        |
| 15 nov. | riposa: Rossano |                              |               | 7 mar.        |

| andata  | andata                     | 9ª giornata                     | ritorno (22ª) | ritorno (22ª) |
|         |                            |                                 |               |               |
| 22 nov. | 1-5                        | Acireale-Catanzaro              | 1-2           | 14 mar.       |
| 22 nov. | 8-1                        | Carlisport Cogianco-RomaTorrino | 7-0           | 14 mar.       |
| 22 nov. | 2-1                        | Catania-Libertas Eraclea        | 8-5           | 14 mar.       |
| 22 nov. | 4-0                        | Isola-Rossano                   | 6-1           | 14 mar.       |
| 22 nov. | 2-2                        | Partenope-Salinis               | 4-8           | 14 mar.       |
| 22 nov. | 4-4                        | Policoro-Augusta                | 5-6           | 14 mar.       |
| 22 nov. | riposa: Atletico Belvedere |                                 |               | 14 mar.       |

| andata  | andata        | 10ª giornata                         | ritorno (23ª) | ritorno (23ª) |
|         |               |                                      |               |               |
| 29 nov. | 5-2           | Augusta-Partenope                    | 4-4           | 21 mar.       |
| 29 nov. | 4-4           | Catanzaro-Catania                    | 5-4           | 21 mar.       |
| 29 nov. | 2-4           | Libertas Eraclea-Carlisport Cogianco | 0-11          | 21 mar.       |
| 29 nov. | 4-5           | RomaTorrino-Policoro                 | 0-5           | 21 mar.       |
| 29 nov. | 4-5           | Rossano-Acireale                     | 5-8           | 21 mar.       |
| 29 nov. | 4-3           | Salinis-Atletico Belvedere           | 0-8           | 21 mar.       |
| 29 nov. | riposa: Isola |                                      |               | 21 mar.       |

| andata  | andata                     | 9ª giornata                     | ritorno (22ª) | ritorno (22ª) |
|         |                            |                                 |               |               |
| 22 nov. | 1-5                        | Acireale-Catanzaro              | 1-2           | 14 mar.       |
| 22 nov. | 8-1                        | Carlisport Cogianco-RomaTorrino | 7-0           | 14 mar.       |
| 22 nov. | 2-1                        | Catania-Libertas Eraclea        | 8-5           | 14 mar.       |
| 22 nov. | 4-0                        | Isola-Rossano                   | 6-1           | 14 mar.       |
| 22 nov. | 2-2                        | Partenope-Salinis               | 4-8           | 14 mar.       |
| 22 nov. | 4-4                        | Policoro-Augusta                | 5-6           | 14 mar.       |
| 22 nov. | riposa: Atletico Belvedere |                                 |               | 14 mar.       |

| andata  | andata        | 10ª giornata                         | ritorno (23ª) | ritorno (23ª) |
|         |               |                                      |               |               |
| 29 nov. | 5-2           | Augusta-Partenope                    | 4-4           | 21 mar.       |
| 29 nov. | 4-4           | Catanzaro-Catania                    | 5-4           | 21 mar.       |
| 29 nov. | 2-4           | Libertas Eraclea-Carlisport Cogianco | 0-11          | 21 mar.       |
| 29 nov. | 4-5           | RomaTorrino-Policoro                 | 0-5           | 21 mar.       |
| 29 nov. | 4-5           | Rossano-Acireale                     | 5-8           | 21 mar.       |
| 29 nov. | 4-3           | Salinis-Atletico Belvedere           | 0-8           | 21 mar.       |
| 29 nov. | riposa: Isola |                                      |               | 21 mar.       |

| andata | andata          | 11ª giornata                  | ritorno (24ª) | ritorno (24ª) |
|        |                 |                               |               |               |
| 5 dic. | 2-4             | Policoro-Libertas Eraclea     | 4-2           | 28 mar.       |
| 6 dic. | 0-3             | Acireale-Isola                | 3-4           | 28 mar.       |
| 6 dic. | 4-2             | Atletico Belvedere-Augusta    | 3-3           | 28 mar.       |
| 6 dic. | 4-2             | Carlisport Cogianco-Catanzaro | 2-5           | 28 mar.       |
| 6 dic. | 2-2             | Catania-Rossano               | 2-4           | 28 mar.       |
| 6 dic. | 8-2             | Partenope-RomaTorrino         | 4-5           | 28 mar.       |
| 6 dic. | riposa: Salinis |                               |               | 28 mar.       |

| andata  | andata           | 12ª giornata                   | ritorno (25ª) | ritorno (25ª) |
|         |                  |                                |               |               |
| 13 dic. | 3-3              | Augusta-Salinis                | 9-6           | 4 apr.        |
| 13 dic. | 4-1              | Catanzaro-Policoro             | 3-7           | 4 apr.        |
| 13 dic. | 4-1              | Isola-Catania                  | 7-7           | 4 apr.        |
| 13 dic. | 3-2              | Libertas Eraclea-Partenope     | 1-6           | 4 apr.        |
| 13 dic. | 0-6              | RomaTorrino-Atletico Belvedere | 3-14          | 4 apr.        |
| 13 dic. | 2-7              | Rossano-Carlisport Cogianco    | 1-5           | 4 apr.        |
| 13 dic. | riposa: Acireale |                                |               | 4 apr.        |

| andata | andata          | 11ª giornata                  | ritorno (24ª) | ritorno (24ª) |
|        |                 |                               |               |               |
| 5 dic. | 2-4             | Policoro-Libertas Eraclea     | 4-2           | 28 mar.       |
| 6 dic. | 0-3             | Acireale-Isola                | 3-4           | 28 mar.       |
| 6 dic. | 4-2             | Atletico Belvedere-Augusta    | 3-3           | 28 mar.       |
| 6 dic. | 4-2             | Carlisport Cogianco-Catanzaro | 2-5           | 28 mar.       |
| 6 dic. | 2-2             | Catania-Rossano               | 2-4           | 28 mar.       |
| 6 dic. | 8-2             | Partenope-RomaTorrino         | 4-5           | 28 mar.       |
| 6 dic. | riposa: Salinis |                               |               | 28 mar.       |

| andata  | andata           | 12ª giornata                   | ritorno (25ª) | ritorno (25ª) |
|         |                  |                                |               |               |
| 13 dic. | 3-3              | Augusta-Salinis                | 9-6           | 4 apr.        |
| 13 dic. | 4-1              | Catanzaro-Policoro             | 3-7           | 4 apr.        |
| 13 dic. | 4-1              | Isola-Catania                  | 7-7           | 4 apr.        |
| 13 dic. | 3-2              | Libertas Eraclea-Partenope     | 1-6           | 4 apr.        |
| 13 dic. | 0-6              | RomaTorrino-Atletico Belvedere | 3-14          | 4 apr.        |
| 13 dic. | 2-7              | Rossano-Carlisport Cogianco    | 1-5           | 4 apr.        |
| 13 dic. | riposa: Acireale |                                |               | 4 apr.        |

| \| andata \| andata \| 13ª giornata \| ritorno (26ª) \| ritorno (26ª) \| \| \| \| \| \| \| \| 20 dic. \| 6-2 \| Atletico Belvedere-Libertas Eraclea \| 5-1 \| 11 apr. \| \| 20 dic. \| 2-5 \| Carlisport Cogianco-Isola \| 3-5 \| 11 apr. \| \| 20 dic. \| 2-3 \| Catania-Acireale \| 2-6 \| 11 apr. \| \| 20 dic. \| 7-5 \| Partenope-Catanzaro \| 2-6 \| 11 apr. \| \| 20 dic. \| 2-3 \| Policoro-Rossano \| 7-7 \| 11 apr. \| \| 20 dic. \| 11-3 \| Salinis-RomaTorrino \| 5-4 \| 11 apr. \| \| 20 dic. \| riposa: Augusta \| \| \| 11 apr. \| |                 |                                     |               |               |
| andata | andata          | 13ª giornata                        | ritorno (26ª) | ritorno (26ª) |
| |                 |                                     |               |               |
| 20 dic. | 6-2             | Atletico Belvedere-Libertas Eraclea | 5-1           | 11 apr.       |
| 20 dic. | 2-5             | Carlisport Cogianco-Isola           | 3-5           | 11 apr.       |
| 20 dic. | 2-3             | Catania-Acireale                    | 2-6           | 11 apr.       |
| 20 dic. | 7-5             | Partenope-Catanzaro                 | 2-6           | 11 apr.       |
| 20 dic. | 2-3             | Policoro-Rossano                    | 7-7           | 11 apr.       |
| 20 dic. | 11-3            | Salinis-RomaTorrino                 | 5-4           | 11 apr.       |
| 20 dic. | riposa: Augusta |                                     |               | 11 apr.       |

| andata  | andata          | 13ª giornata                        | ritorno (26ª) | ritorno (26ª) |
|         |                 |                                     |               |               |
| 20 dic. | 6-2             | Atletico Belvedere-Libertas Eraclea | 5-1           | 11 apr.       |
| 20 dic. | 2-5             | Carlisport Cogianco-Isola           | 3-5           | 11 apr.       |
| 20 dic. | 2-3             | Catania-Acireale                    | 2-6           | 11 apr.       |
| 20 dic. | 7-5             | Partenope-Catanzaro                 | 2-6           | 11 apr.       |
| 20 dic. | 2-3             | Policoro-Rossano                    | 7-7           | 11 apr.       |
| 20 dic. | 11-3            | Salinis-RomaTorrino                 | 5-4           | 11 apr.       |
| 20 dic. | riposa: Augusta |                                     |               | 11 apr.       |

## Play-off

### Formula[1]
Gli incontri sono disputati con gare di andata e ritorno. L’incontro di ritorno sarà effettuato in casa della squadra meglio classificata nella "stagione regolare". Al termine degli incontri saranno dichiarate vincenti le squadre che nelle due partite (di andata e di ritorno) avranno ottenuto il maggior punteggio ovvero a parità di punteggio le squadre che avranno realizzato il maggior numero di reti. Nel caso di parità gli arbitri della gara di ritorno faranno disputare due tempi supplementari di 5 minuti ciascuno. Qualora anche al termine di questi le squadre fossero in parità, nei quarti di finale e in semifinale sarà considerata vincente la squadra in migliore posizione di classifica al termine della stagione regolare, mentre in finale si proseguirà con l’effettuazione dei tiri di rigore.

### Girone A
|  | Semifinali | Semifinali   | Semifinali | Semifinali | Semifinali |  |  | Finale       | Finale       | Finale | Finale | Finale |  |
|  |            |              |            |            |            |  |  |              |              |        |        |        |  |
|  | 4          | CAME Treviso | 2          | 2          | 4          |  |  |              |              |        |        |        |  |
|  | 3          | PesaroFano   | 4          | 4          | 8          |  |  | PesaroFano   | PesaroFano   | 2      | 3      | 5      |  |
|  | 5          | Cagliari     | 1          | 3          | 4          |  |  | Montesilvano | Montesilvano | 5      | 8      | 13     |  |
|  | 2          | Montesilvano | 2          | 6          | 8          |  |  |              |              |        |        |        |  |

### Girone B
|  | Semifinali | Semifinali    | Semifinali | Semifinali | Semifinali |  |  | Finale   | Finale   | Finale | Finale | Finale |  |
|  |            |               |            |            |            |  |  |          |          |        |        |        |  |
|  | 4          | Augusta (dts) | 4          | 7          | 11         |  |  |          |          |        |        |        |  |
|  | 3          | Isola         | 2          | 7          | 9          |  |  | Augusta  | Augusta  | 4      | 2      | 6      |  |
|  | 5          | Salinis       | 2          | 2          | 4          |  |  | Cogianco | Cogianco | 1      | 20     | 21     |  |
|  | 2          | Cogianco      | 6          | 2          | 8          |  |  |          |          |        |        |        |  |

### Risultati

#### Semifinali

##### Andata[18]
| Arbitri: | Luca Di Stefano (Albano Laziale) Donato Lazzizzera (Sesto San Giovanni) |
| Crono:   | Stefano Zuddas (Cagliari)                                               |

|                   |           |                               |
| Barbarossa 9'47'’ | Marcatori | 5'57'’ Tosta 10'41'’ Francini |

| Arbitri: | Marco Delpiano (Cagliari) Walter Mameli (Cagliari) |
| Crono:   | Marco Brasi (Seregno)                              |

|                                   |           |                                               |
| Bellomo 3'13'’ Sviercoski 13'48'’ | Marcatori | 2'40'’, 6'09'’, 28'40'’ Jelavić 6’ Tonidandel |

| Arbitri: | Vincenzo Francese (Battipaglia) Salvatore Minichini (Ercolano) |
| Crono:   | Giovanni Tessa (Barletta)                                      |

|                              |           |                                                                               |
| Nardacchione 6'04'’, 24'39'’ | Marcatori | 5'21'’, 9'57'’, 31'09'’ Boaventura 18'52'’, 21'20'’ Rubén 39'32'’ R. Teixeira |

| Arbitri: | Luigi Alessi (Taurianova) Gianluca Greco (Cosenza) |
| Crono:   | Fabrizio Schirripa (Reggio Calabria)               |

|                                                   |           |                       |
| Jorginho 12'28'’, 17'34'’, 34'33'’ Ortisi 19'40'’ | Marcatori | 12'04'’, 18'13'’ Emer |

##### Ritorno[19]
| Arbitri: | Andrea Campi (Ciampino) Pierluigi Tomassetti (Ascoli Piceno) |
| Crono:   | Dario Di Nicola (Pescara)                                    |

|                                                                                   |           |                                             |
| Eric 7'59'’ (rig.), 25'19'’ Francini 11'21'’, 20'13'’, 22'12'’ Calderolli 36'51'’ | Marcatori | 6'03'’, 28'24'’ V. López 34'27'’ Barbarossa |

| Arbitri: | Chiara Perona (Biella) Gianni Maurizio Vecchione (Terni) |
| Crono:   | Ciro Oliviero (Pesaro)                                   |

|                                       |           |                                   |
| Tonidandel 23’, 24'06'’, 39'15'’, 40’ | Marcatori | 28'13'’ Belsito 35'29'’ Crescenzo |

| Arbitri: | Marco Messina (Vasto) Manuela Di Fabbi (Sulmona) |
| Crono:   | Giovanni Zannola (Ostia Lido)                    |

|                                     |           |                              |
| Boaventura 11'46'’ Paulinho 36'53'’ | Marcatori | 0'58'’, 24'58'’ Nardacchione |

| Arbitri: | Francesco Novellino (Potenza) Antonino Tupone (Lanciano) |
| Crono:   | Andrea Loria (Roma 1)                                    |

|                                                                            |           |                                                                                          |
| Emer 29'10'’, 31’, 33'30'’, ?’ Moreira 34’ Djelveh 34'40'’ Arribas 44'58'’ | Marcatori | 0'30'’ Cereta 16'50'’, 34'15'’, 37'40'’ Jorginho 43'30'’, 47’ Fortuna 0'30'’ D. Teixeira |

#### Finali

##### Andata[20]
| Arbitri: | Luca Bizzotto (Castelfranco Veneto) Marco Brasi (Seregno) |
| Crono:   | Michele Ronca (Rovigo)                                    |

|                                |           |                                                             |
| Perišić 4'27'’ Jelavić 18'03'’ | Marcatori | 2'37'’, 31'38'’, 38'03'’ Eric 21'57'’ Francini 29'24'’ Rosa |

| Arbitri: | Antonio Gallo (Torre Annunziata) Francesco Scarpelli (Padova) |
| Crono:   | Vincenzo Brischetto (Acireale)                                |

|                                                                  |           |                 |
| Fortuna 6'58'’, 8'24'’ Jorginho 11'14'’ Scheleski 19'30'’ (rig.) | Marcatori | 28'10'’ Éverton |

##### Ritorno[11][12]
| Arbitri: | Luca Rutigliano (Bari) Dario Pezzuto (Lecce) |
| Crono:   | Antonino Tupone (Lanciano)                   |

|                                                                                           |           |                                                                    |
| Eric 2'52'’, 9'01'’ Rosa 14'19'’ Correia 16'07'’, 16'41'’ Tosta 30'46'’ Bordignon 38'22'’ | Marcatori | 10'27'’, 15'21'’ Jelavić 28'16'’ Matošević 32'35'’ (aut.) Lamedica |

| Arbitri: | Francesco Peroni (Città di Castello) Carlo Adilardi (Collegno) |
| Crono:   | Daniele Di Resta (Roma 2)                                      |

| |           |                                                            |
| Paulinho 6’, 12’, 24’, 29’ Borsato 6’, 15’, 25’, 27’ De Bella 17’ R. Teixeira 22’, 27’, 29’, 30’, 31’, 38’ Rubén 30’ Fusari 32’, 35’ | Marcatori | 11’, 16’ (t.l.) Ranno 28’ (aut.) Ortisi 28’ (aut.) Casilli |

## Play-out

### Formula[1]
Nel primo turno si affrontano, disputato con gare di andata e ritorno, le società classificatesi all'undicesima e dodicesima posizione dello stesso girone. L'incontro di ritorno sarà effettuato in casa della squadra meglio classificata nella "Stagione Regolare". Al termine degli incontri saranno dichiarate vincenti le squadre che nelle due partite avranno ottenuto il maggior punteggio ovvero a parità di punteggio le squadre che avranno realizzato il maggior numero di reti. Nel caso di parità gli arbitri della gara di ritorno faranno disputare due tempi supplementari di 5 minuti ciascuno. Qualora anche al termine di questi le squadre fossero in parità sarà considerata vincente la squadra in migliore posizione di classifica al termine della "Stagione Regolare". Anche nel secondo turno gli incontri saranno disputati con gare di andata e ritorno, in cui si affronteranno le società sconfitte nel turno precedente. La società che disputerà l’incontro di ritorno in casa sarà determinata per sorteggio che sarà effettuato dalla Segreteria della Divisione Calcio a 5. Al termine degli incontri sarà dichiarata vincente la squadra che nelle due partite (di andata e di ritorno) avrà ottenuto il maggior punteggio ovvero a parità di punteggio la squadra che avrà realizzato il maggior numero di reti. Nel caso di parità gli arbitri della gara di ritorno faranno disputare due tempi supplementari di 5 minuti ciascuno. Qualora anche al termine di questi persistesse la parità, si procederà all'effettuazione dei tiri di rigore.

### Primo turno

#### Andata[24]
| Arbitri: | Rosario La Cerra (Battipaglia) Giovanni Beneduce (Nola) |
| Crono:   | Rocco Morabito (Vercelli)                               |

|                                                      |           |                                              |
| Gomes 30’ Tipau 35'10'’ Mastrogiacomo 35'30'’ (t.l.) | Marcatori | 13'10'’ Guedes 20'45'’ Ayose 28'20'’ Bastini |

| Arbitri: | Donato Lamanuzzi (Molfetta) Luca Vincenzo Caracozzi (Foggia) |
| Crono:   | Aurelio Di Lucchio (Venosa)                                  |

|                   |           | |
| Zancanaro 24'08'’ | Marcatori | 2'24'’, 21'54'’, 22'26'’ Melise 10'22'’ Madonna 13'18'’, 28'24'’, 31'30'’ Iazzetta 29'55'’ De Crescenzo 39'22'’ Cerrone |

#### Ritorno[25]
| Arbitri: | Vincenzo Rossi (Trento) Fabrizio Burattoni (Lugo di Romagna) |
| Crono:   | Calogero Castellino (Treviso)                                |

|                                          |           |                                   |
| Vinícius 5'58'’ Ayose 23'38'’ Ortega 26’ | Marcatori | 8'31'’ Tipau 37'50'’ (aut.) Tipau |

| Arbitri: | Simone Micciulla (Roma 2) Giovanni Colombi (Tivoli) |
| Crono:   | Salvatore Minichini (Ercolano)                      |

|                                          |           |                         |
| Arillo 2’, 15’ Campano 6’ Melise 18'40'’ | Marcatori | 7’ Gerardi 38’ Dartizio |

### Secondo turno

#### Andata[26]
| Arbitri: | Wladimir Dante (Ciampino) Lorenzo Di Guilmi (Vasto) |
| Crono:   | Luigi Fiorentino (Molfetta)                         |

|                    |           |                                                                             |
| Zancanaro 18’, 25’ | Marcatori | 5’, 16’ Solavagione 12’ Sachet 19’ Viale 24’ E. Silvestri 36’ Mastrogiacomo |

#### Ritorno[27]
| Arbitri: | Stefano Mezzadri (Parma) Nicola Zanna (Ferrara) |
| Crono:   | Davide Iacovelli (Chivasso)                     |

| |           |                                               |
| Solavagione 3'56'’, 23'52'’ Papa 8’, 8'53'’ Mastrogiacomo 18’ E. Silvestri 22'39'’ D. Silvestri 33'52'’, 38’ | Marcatori | 18'30'’, 24’, 31'48'’ Dipinto 37'54'’ Gerardi |